# ベルギー時間
ベルギー時間（ベルギーじかん）では、ベルギーの標準時について記す。ベルギーでは標準時として、中央ヨーロッパ時間（UTC+1）が使用されている。また、3月の最終日曜日（2:00 CET）から10月の最終日曜日（3:00 CEST）までの期間は夏時間を実施する。夏時間への移行日は他のヨーロッパ諸国と同じである。

## 法的根拠
現在のベルギーの標準時の法的根拠は、2018年6月11日に制定された法律で「ベルギーの法定時間の基準として協定世界時（UTC）を導入する」（ベルギー官報、2018年9月10日）、と定めている。この法律の第2条では、法定時間は、冬時間はUTC+60分、夏時間はUTC+120分と定めている。この新法によって、ベルギーでの時間の統一を定めた1892年4月29日の法とそれを改正した1920年2月7日の法が廃止された。

## IANA time zone database
IANA time zone databaseのzone.tabには、ベルギーの標準時が1つ含まれている。
| 国コード | 座標        | TZ              | 注釈 | 協定世界時との差 | 夏時間 | 備考 |
| -------- | ----------- | --------------- | ---- | ---------------- | ------ | ---- |
| BE       | +5050+00420 | Europe/Brussels |      | +01:00           | +02:00 |      |